# Burgruine Falkenstein (an der Ranna)
Die Burgruine Falkenstein liegt über dem Rannatal bei Hofkirchen im Mühlkreis im Bezirk Rohrbach in Oberösterreich. 1140 wurde sie erstmals urkundlich erwähnt. Falkenstein war eine große Burganlage und bedeutender Adelssitz, um dessen Besitz im Mittelalter heftige Auseinandersetzungen geführt wurden. Eine historisch bedeutsame Persönlichkeit aus Falkenstein war Zawisch von Falkenstein († 1290). Von Falkenstein aus wurden Stift Schlägl und die Bezirkshauptstadt Rohrbach gegründet.

## Lage
Die heutige Ruine der Höhenburg liegt auf einem zum westlich vorbeifließenden Rannafluss auf drei Seiten steil abfallenden Felsriegel auf 490 m ü. A. Seehöhe und befindet sich nahe der gleichnamigen Ortschaft Falkenstein im Gemeindegebiet von Hofkirchen. Vom Hofkirchner Ortszentrum aus beträgt die Luftlinienentfernung ca. 2,3 km, von der Mündung der Ranna in die Donau ist die Anlage 2,2 km entfernt.
Zu der Burgruine gelangt man, wenn man von Hofkirchen im Mühlkreis Richtung Altenhof fährt und bei dem an der Straße liegenden Meierhof dem ausgeschilderten Weg zur Burgruine Falkenstein folgt (von diesem Weg liegt nach 100 m links der Burgplatz der Burgruine Peilenstein).

## Beschreibung

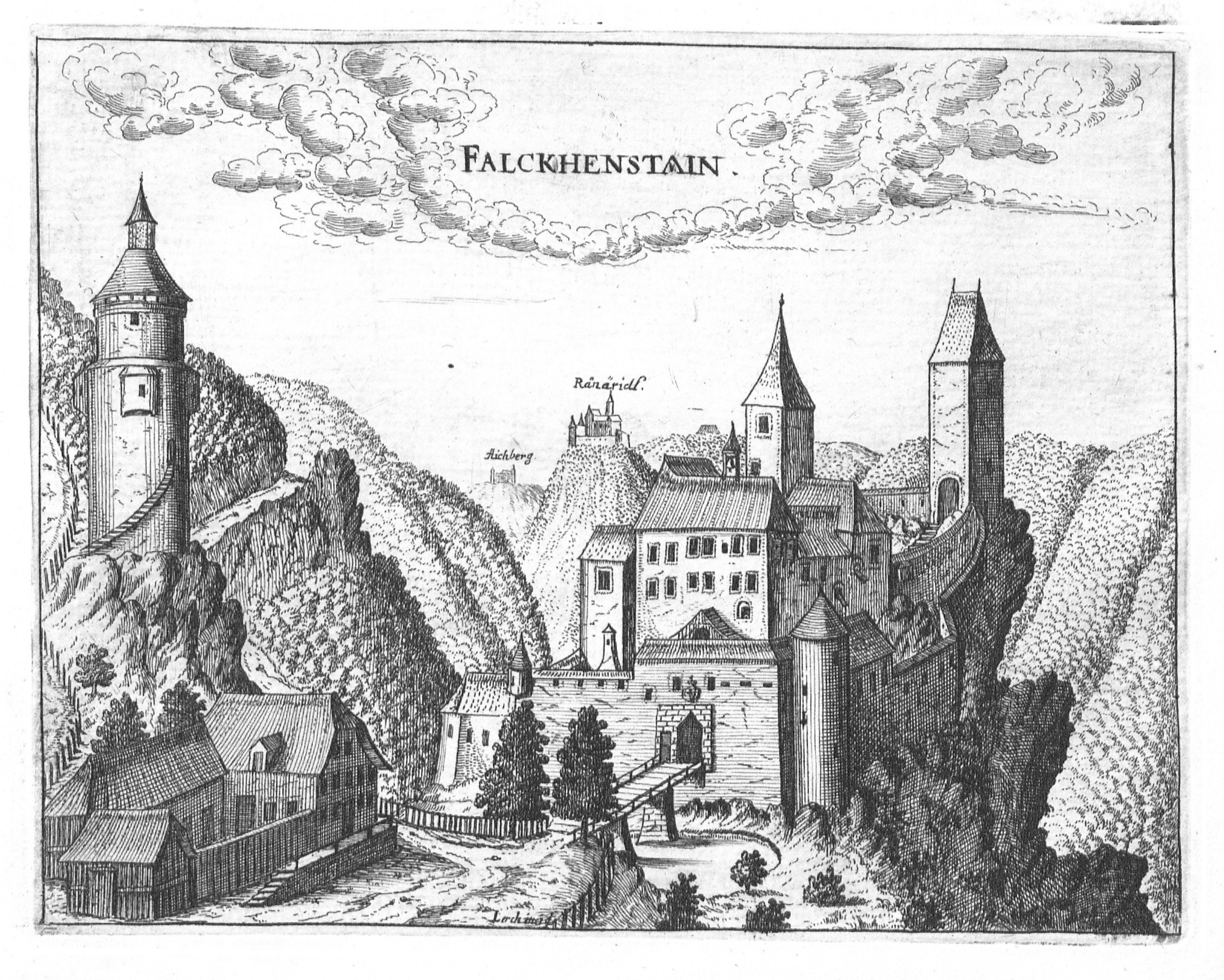
Burg Falkenstein nach einem Stich von Georg Matthäus Vischer von 1674

Die baulich sehr umfangreiche Burganlage umfasste eine umbaute Gesamtfläche von 2.960 Quadratmetern. An der Spitze der nach Westen zusammenlaufenden Felsformation über dem Rannatal befand sich auf der äußersten Felsplatte der Bergfried, an den sich die Hauptburg mit dem Palas anschloss, die von zwei Türmen beherrscht wurde. Davor wurde später zur verbesserten Absicherung der Anlage gegen die Hangseite im Osten die aus einem langgezogenen Gebäude bestehende Vorburg samt Toreingang errichtet. Über einen 25–30 m breiten Halsgraben führte von dort aus eine Brücke ins Freie.
Etwa 80 m dem Eingang gegenüber entfernt wurde 1489 schließlich ein gedrungener, ca. 17 m hoher Wehrturm in Rundform errichtet. Zweck dieses Gebäudes war die Sicherung der Trinkwasserversorgung: Der Turm wurde über einer Quelle gebaut und beherbergte in seinem tiefsten Geschoß einen Brunnen, von dem aus eine unterirdische Rohrleitung in die Burg führte. Der in seinem Inneren insgesamt fünfgeschoßige Turm konnte durch einen Hocheingang ins mittlere Geschoß in 4,5 m Höhe betreten werden.

## Geschichte
Die erste urkundliche Erwähnung der Burg stammt aus dem Jahr 1140. Das hochfreie Adelsgeschlecht der Falkensteiner (1140 als Valchenstain bezeichnet) hatte zu dieser Zeit bereits den Besitz der Anlage inne und leitete von der Burg seinen Namen ab. Der Erste, der sich nach dieser Burg nannte, war Adelram de Valchenstain. Aus den Reihen der Falkensteiner stammt auch Kalhoch von Falkenstein, der Gründer des Stifts Schlägl (1218). An die Rodungstätigkeit dieses Falkensteiners erinnert der Ortsname Kollerschlag (= Kalhochschlag).

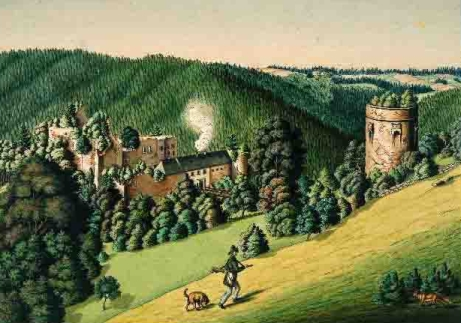
Burgruine Falkenstein

Durch die Heirat der letzten Erbtochter von Falkenstein mit Budiwoy von Skalitz ging die Herrschaft Falkenstein an die Rosenberger über, eine Nebenlinie der Witigonen. Sohn der beiden war der sich nach dem Falkensteiner Erbe bezeichnende Zawisch von Falkenstein († 1290), der nach 1277 nach einem Aufstand gegen den böhmischen König Ottokar II. Přemysl zur führenden Persönlichkeit in Böhmen aufstieg. Zawisch wurde im Jänner 1289 gefangen genommen und von König Wenzel II. seiner Besitzungen verlustig erklärt, was Herzog Albrecht I. von Habsburg zum Anlass nahm, Burg Falkenstein zu belagern und die Besatzer durch Aushungern zur Übergabe zu bewegen. Der Herzog gab die Herrschaft Falkenstein einem Ministerialadelsgeschlecht zum Lehen, das sich fortan ebenfalls als von Falkenstein bezeichnete.
1331 wurde die Burg von Herzog Albrecht II. an die Walseer verpfändet. Die Rosenberger, die das Falkensteiner Erbe weiterhin für sich beanspruchten, zogen gegen die Walseer zu Felde und in einer Überrumpelungsaktion gelang es 1355 Leutwin Ursel von Rovenich Falkenstein einzunehmen. Erst durch eine hohe Lösegeldzahlung ging die Burg wieder in das Eigentum der Habsburger zurück, die den Pfandbesitz wiederum an Adelsgeschlechter vergaben, die im Lauf der Geschichte mehrmals wechselten. Die Walseer hatten den Pfandbesitz über die Herrschaft noch bis 1440 inne, danach die Oberhaimer bis 1490, danach die Prüschenk bis 1515, danach die Willinger bis 1527, danach Jörg von Herberstein. 1572 richtete ein Brand verheerende Schäden in der mittlerweile zum Schloss umgebauten Burg an. 1591 löste Heinrich Salburg die Herrschaft Falkenstein ein und 1605 ging die Herrschaft in das Eigentum der Salburger über. Er legte Falkenburg mit den in seinem Besitz stehenden Herrschaften Altenhof und Hochhaus zu einer Verwaltungseinheit zusammen, deren Sitz nach Altenhof verlegt wurde. Burg Falkenstein wurde dem Verfall überlassen. Bis 1887 war die Anlage zeitweise noch von Jagdpersonal bewohnt. 1860 stürzten der Palas sowie der Bergfried ein, durch einen starken Sturm wurden 1911 die letzten Gebäude abgedeckt. Durch eine Initiative wurde im 20. Jahrhundert zumindest der Wasserturm vor dem Verfall gerettet. Zurzeit sind Bemühungen im Gange, die Ruine vor dem weiteren Verfall zu retten und für Besucher wieder begehbar zu machen.
Die Burgruine gehört heute noch zum Besitz der Grafen Salburg auf Altenhof.

Burgruine Falkenstein an der Ranna
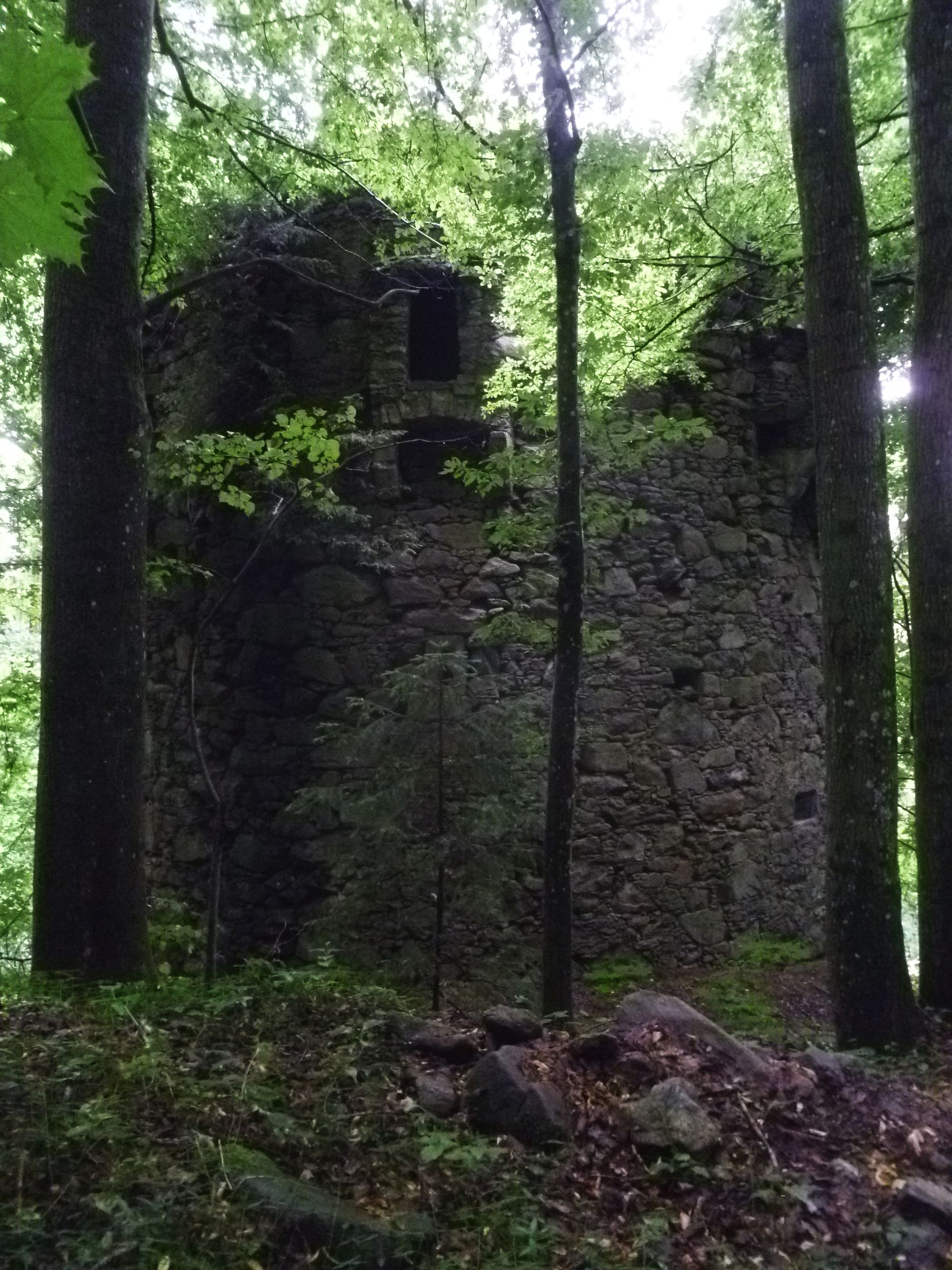
Burgruine Falkenstein: sog. Wasserturm
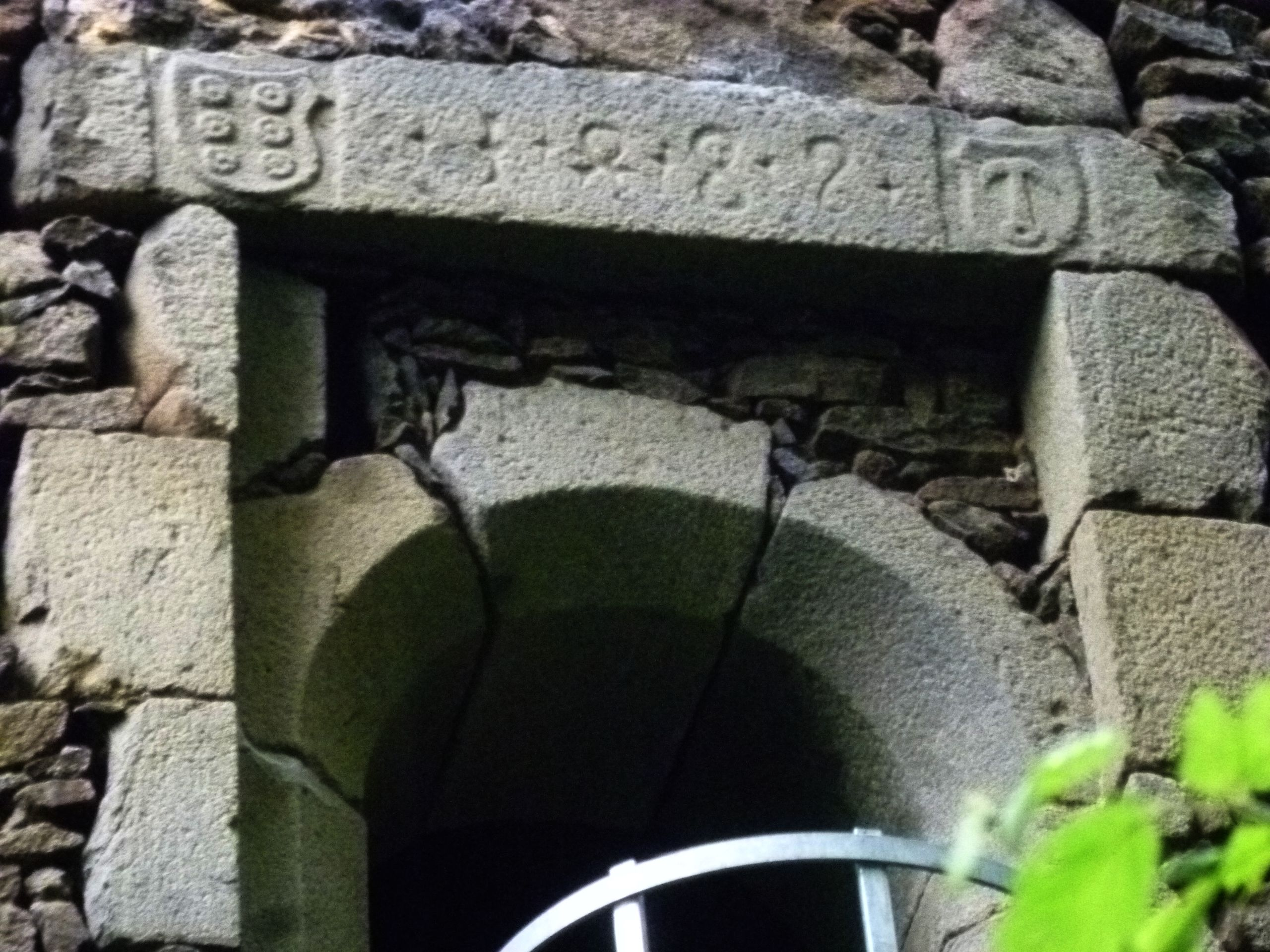
Burgruine Falkenstein: Eingangsportal des Wasserturms
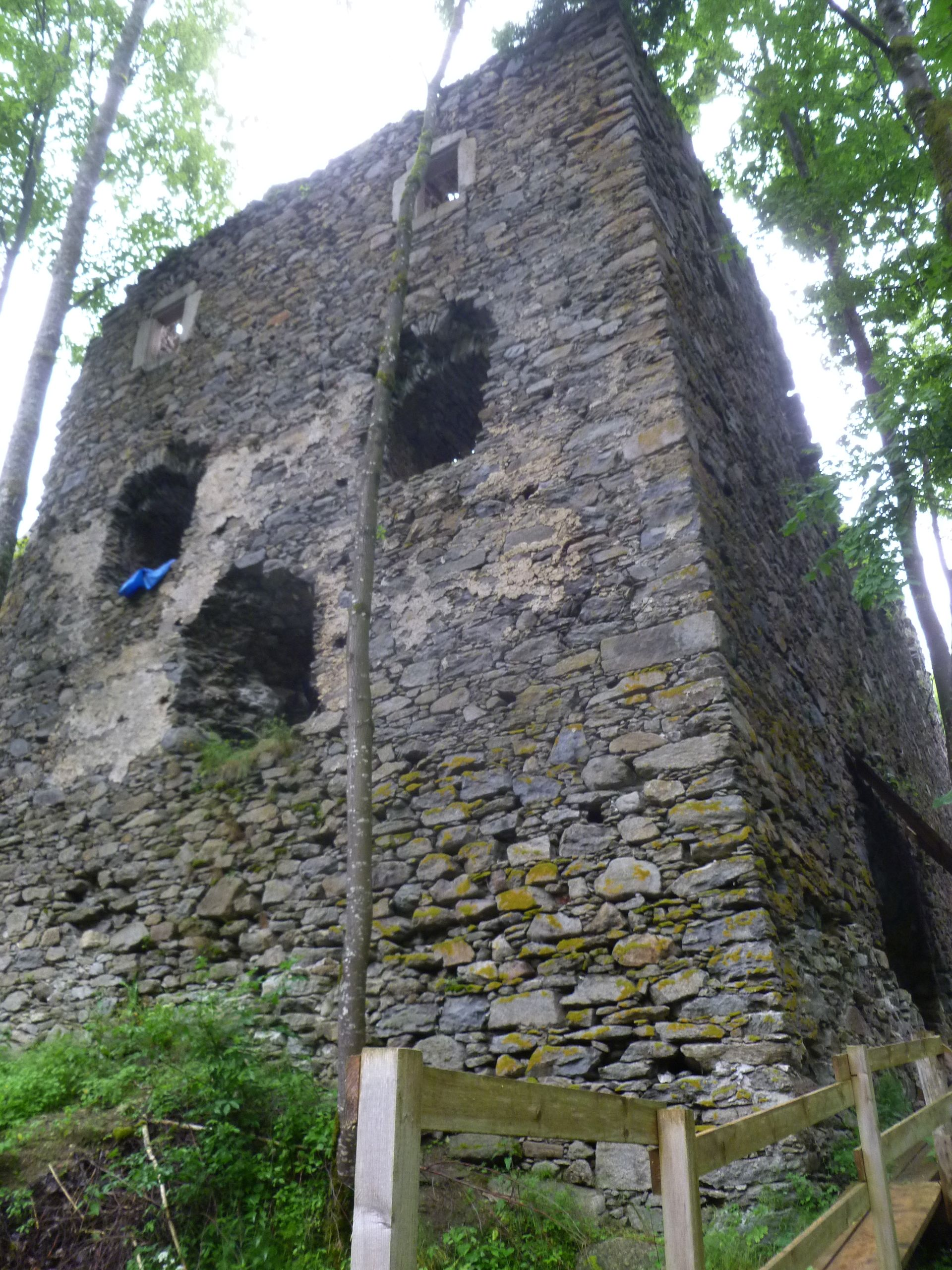
Burgruine Falkenstein: Söller
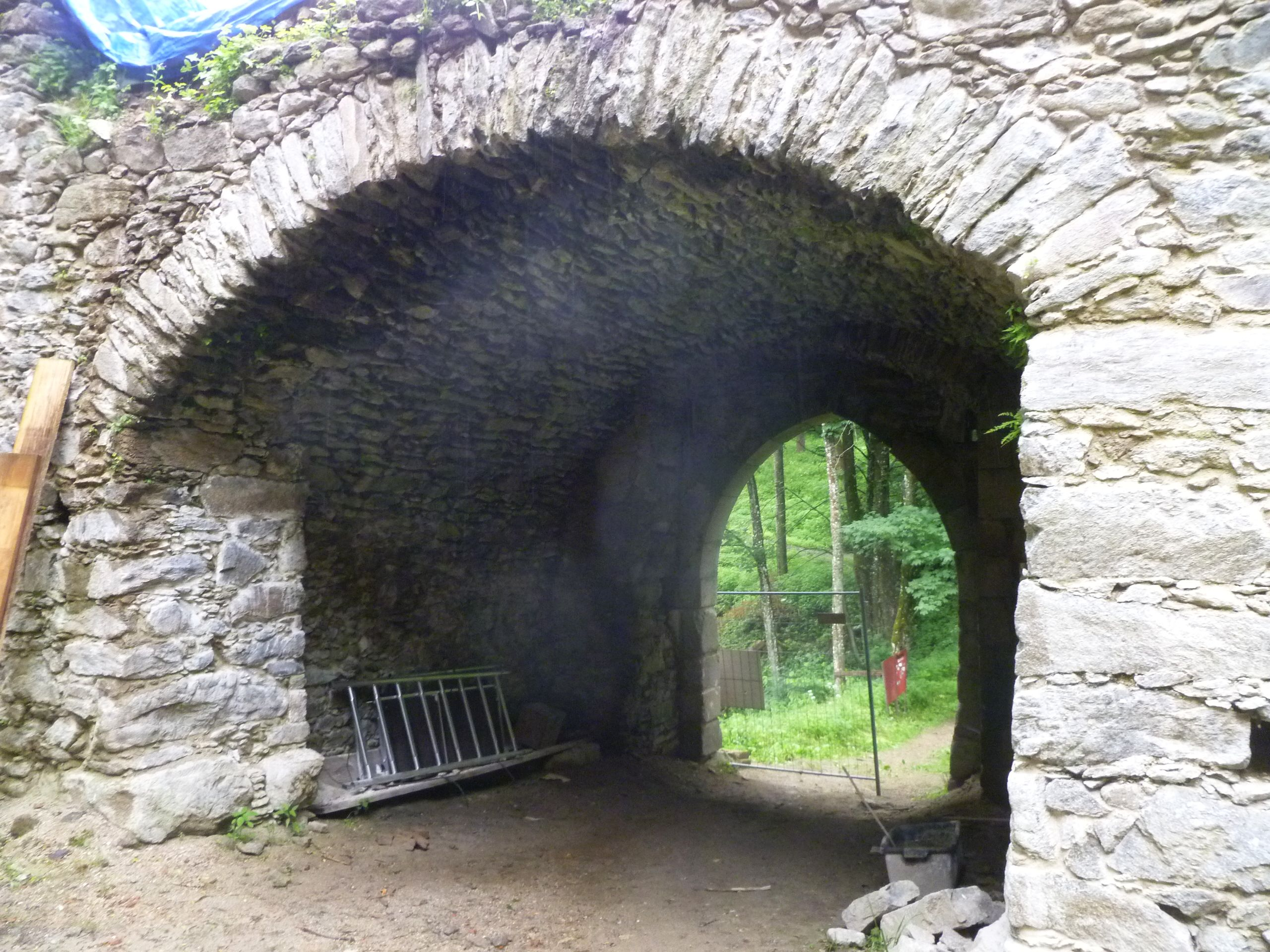
Burgruine Falkenstein: Eingangstor

## Sage von der Wassernixe Lilofee
Um den Wasserturm von Falkenstein rankt sich die Sage von der Nixe Lilofee: Othmar der Oberhaimer soll sich auf dem Rückweg von der Kaiserpfalz am Rhein in eine wunderschöne Frau, die aber eine Nixe war, verliebt haben. Sie war bereit, mit ihm auf seine Burg zu ziehen, aber nur unter der Bedingung, dass sie jede Vollmondnacht allein im Wasserturm verbringen durfte. Das ging auch lange Zeit gut, bis Neider den Othmar anstachelten, doch nachzuschauen, was seine Frau denn in dem Turm mache. Neugierig gemacht, schlich er zu dem Turm und lugte durch einen Spalt der Tür hinein. Er sah seine Frau am Wasser sitzen, aber statt Füßen hatte sie eine Flosse. Daraufhin krachte ein Donner und die Nixe Lilofee war auf immer verschwunden und Othmar hatte das Nachsehen.